# 大轟炸
《大轰炸》是一部以1937年起日本对重庆进行为期五年的空袭「重庆大轰炸」为历史背景拍摄的电影。由导演萧锋执导，梅尔·吉布森当艺术总监。
中国原先定档於2018年8月17日上映，后来为了全球同步上映，中国放映计划改在2018年10月26日。10月17日，片方宣布取消该片在中国院线公映的计划，但美国如期上映。

## 角色

### 主演
- 刘　烨 饰 薛杠头
- 布鲁斯·威利斯 饰 杰克
- 宋承宪 饰 安明勋 / 安明和
- 陈伟霆 饰 程霆
- 范　伟 饰 崔三叔
- 吴　刚 饰 赵春
- 马　苏 饰 丁莲
- 车永莉 饰 媱姑
- 冯远征 饰 薛满贵
- 张钧甯 饰 钱雪
- 耿　乐 饰 金香

### 特别出演
- 澀谷天馬 飾 佐藤
- 張　帆  飾 崔六
- 謝霆鋒 飾 雷濤
- 冰冰 飾 葉佩璇(北美上映版本戲份被刪剪，僅保留9秒戲份)
- 陳道明 飾 陳長官(北美上映版本戲份被刪剪)
- 任達華 飾 何渝生
- 阿德里安·布羅迪 飾 史蒂夫
- 呂良偉 飾 空軍上尉
- 雷　佳 飾 萬佳
- 胡　兵 飾 曹凡
- 黃海冰 飾 傑克的副官(北美上映版本戲份被刪剪，只有兩秒戲份)
- 拉莫·威利斯（英语：Rumer Willis） 飾 茱莉亞
- 劉曉慶 飾 陳惠娟(北美上映版本戲份被刪剪)
- 黃聖依 飾 林姝媛
- 鐘鎮濤 飾 部長(北美上映版本戲份被刪剪)
- 汪東城 飾 林少白(北美上映版本戲份被刪剪)
- 曹可凡 飾 愛國者
- 周勵淇 飾 年輕愛國者(北美上映版本戲份被刪剪)

## 事件
投资人、总制片人施建祥在2016年因其创建的快鹿集团所涉系列案件，外逃美国，至今仍被中国政府通辑。
2018年5月，崔永元曝光众多明星签署阴阳合同，以偷税逃税，事涉电影特别出演之一的冰冰。6月起，范冰冰因涉嫌偷税漏税长期“失踪”。8月7日发布的海报中，冰冰的名字从海报及通稿文案中消失。对此片方回应称，在新海报中删除了客串演员的姓名，仅保留重要戏份的演员的姓名。而片方工作人员在接受《成都商报》记者采访时表示“主要是片方要保持全球同步上映”。此前，该片在重庆进行了超前点映会，保留了范冰冰在电影中的戏份，但是今后是否删除则无法透露。10月时，中国税务部门公布范冰冰的涉税案件中提及她在拍摄本片时有偷税漏税的行为。

## 外部連結
- 互联网电影数据库（IMDb）上《大轟炸》的资料（英文）
- 豆瓣电影上《大轟炸》的資料 （简体中文）
- 时光网上《大轟炸》的資料（简体中文）